# But Manitou
But Manitou (niem. Der Schuh des Manitu, 2001) – niemiecka parodia filmów o Dzikim Zachodzie i cyklu filmowego Winnetou. Oprócz wersji podstawowej istnieje Extra Large (EL), dłuższa o ok. 6 minut.

## Fabuła
Tytułowy But Manitou to skarb, którego poszukuje kowboj Ranger i zaprzyjaźniony z nim Apacz Abahachi. Prowadzi do niego mapa, którą kiedyś Abahachi podzielił na kilka części i rozdał kilku osobom. Odnalezienie skarbu pozwoli ocalić życie Abahachiemu.

## Obsada
- Michael Bully Herbig –
  - Abahachi,
  - Włóżmitu,
  - Katarakta (wersja EL)
- Christian Tramitz – Ranger
- Rick Kavanian – Dimitri
- Sky Dumont – Santa Maria
- Marie Bäumer – Uschi
- Hilmi Sözer – Hombre
- Irshad Panjatan – Wódz Tęga Pała
- Osman Ragheb – Wódz Tęga Pała (głos)
- Friedrich Schoenfelder – Narrator (głos)

## Wersja polska
Opracowanie wersji polskiej: Start International Polska

Reżyseria: Joanna Wizmur

Dialogi polskie: Bartosz Wierzbięta

Dźwięk i montaż: Janusz Tokarzewski

Kierownik produkcji: Elżbieta Araszkiewicz

W wersji polskiej wystąpili:
- Jarosław Boberek – Abahachi
- Jacek Rozenek – Ranger
- Wojciech Paszkowski – Włóżmitu
- Marek Barbasiewicz – Santa Maria
- Izabella Bukowska – Uschi
- Wojciech Machnicki – Hombre
- Krzysztof Banaszyk – Dimitri
- Witold Pyrkosz – Wódz Tęga Pała
- Andrzej Matul – Narrator

i inni